# Xiye Bastida
Xiye Bastida (Atlacomulco, 18 april 2002) is een Mexicaans klimaatactiviste. Ze is een van de belangrijkste figuren van de schoolstaking voor het klimaat in New York in maart 2019. Ze is samen met Joseph Wilkanowski mede-oprichter van Re-Earth Initiative, een door jongeren geleide internationale non-profit organisatie met als uitgangspunt intersectionaliteit in de klimaatcrisis.
Bastida is in de gemeente Atlacomulco in Mexico geboren als dochter van een Chileense moeder, Geraldine, en een Indiaanse vader van Otomí-Tolteken afkomst, Mindahi. Haar beide ouders zijn ook milieuactivisten. Ze groeide echter op in de stad San Pedro Tultepec in de gemeente Lerma. In 2015 verhuisde haar familie naar New York nadat hun huis in Mexico door hevige overstromingen werd verwoest.

## Filmografie
- We Rise (2019)
- Imagine the future (2020)